# Prekorje
Prekorje – wieś w Słowenii, w gminie miejskiej Celje. W 2018 roku liczyła 378 mieszkańców. 